# Ялуторовский район
Ялу́торовский райо́н — административно-территориальная единица (район) и муниципальное образование (муниципальный район) в Тюменской области России.
Административный центр — город Ялуторовск.

## География
Район представляет собой территорию длиной 100 и шириной около 60 км, сориентированную с севера на юг. Расположен в поймах рек Тобол и Исеть. Площадь территории — 2800 км². 66% территории района занимают земли сельскохозяйственного назначения, 31% территории занимают леса, 1% — реки и озера, 1% — земли поселений.
Район богат озёрами, наиболее крупные: Сингуль, Старый Кавдык, Непряк, Муслимовское, Мошкара, Чигиркуль и Куликовское.
Имеет общие границы с Заводоуковским, Исетским, Тюменским, Упоровским, Юргинским и Ярковским районами области.

## Население
| 1939    | 1959    | 1970    | 1979    | 1989    | 2002    | 2009    |
| ------- | ------- | ------- | ------- | ------- | ------- | ------- |
| 32 809  | ↘20 950 | ↘18 283 | ↘14 962 | ↗16 696 | ↘15 799 | ↘15 621 |
| 2010    | 2011    | 2012    | 2013    | 2014    | 2015    | 2016    |
| ↘14 461 | ↘14 426 | ↗14 468 | ↘14 366 | ↗14 436 | ↗14 559 | ↗14 679 |
| 2017    | 2018    | 2019    | 2020    | 2021    |         |         |
| ↘14 594 | ↘14 417 | ↘14 116 | ↘14 068 | ↗15 970 |         |         |

### Национальный состав
На 1 января 2009 года численность населения района составила 15 621 человек, из них: 64 % — русские, 26 % — татары, 2,2 % — коми, а также есть — украинцы, белорусы, чуваши, казахи, немцы, башкиры, марийцы.

## История
Ялуторовский район образован на основании постановлений ВЦИК от 3 и 12 ноября 1923 года в составе Тюменского округа Уральской области из Авазбакеевской, Заводоуковской, Лыбаевской, Сингульской и Томиловской волостей Ялуторовского уезда Тюменской губернии.
Изначально в район вошли г. Ялуторовск и 31 сельсовет: Авазбакеевский, Асланинский, Бердюгинский, Гилёвский, Глазуновский, Заводопетровский, Заводоуковский, Зыряновский, Коктюльский, Кошелевский, Криволукский, Куликский, Кутькинский, Лыбаевский, Нижнеингальский, Николаевский, Падунский, Памятнинский, Петелинский, Романовский, Семёновский, Сингульский, Старокавдыкский, Сунгуровский, Томиловский, Хохловский, Чукреевский, Широкоплечинский, Ялуторовский, Яковлевский, Яровский.
1925 год — Ялуторовский сельсовет упразднён.
17 июня 1925 года — из упразднённого Покровского района переданы Александровский, Ивановский, Новоатьяловский и Чашинский сельсоветы.
30/31 декабря 1925 года — Александровский сельсовет передан в Ярковский район, Чашинский — в Юргинский район.
28 июля 1926 года — образованы Новокавдыкский и Тихвинский сельсоветы.
10 июня 1931 года — из упразднённого Юргинского района переданы Бучинский и Зоновский сельсоветы, из Новозаимского района — Бигилинский, Боровинский, Колесниковский, Новозаимский, Сединкинский, Сосновский, Старозаимский, Тумашовский и Хорзовский сельсоветы.
1 января 1932 года — Зырянский и Николаевский сельсоветы переданы в Упоровский район.
20 июня 1933 года — из Тюменского района переданы Аманадский и Киёвский сельсоветы.
17 января 1934 года — район вошёл в состав Челябинской области.
7 декабря 1934 года — район включён в состав Омской области.
25 января 1935 года — в Новозаимский район переданы Бигилинский, Боровинский, Колесниковский, Новозаимский, Падунский, Семёновский, Сединкинский, Сосновский, Старозаимский, Тумашовский, Хорзовский и Яковлевский сельсоветы. Бучинский и Зоновский сельсоветы переданы в Юргинский район. Из Упоровского района передан Верх-Ингалинский сельсовет.
20 октября 1937 года — в Исетский район передан Верх-Ингалинский сельсовет.
19 сентября 1939 года — упразднены Авазбакеевский, Ивановский, Новокавдыкский, Романовский и Яровский сельсоветы. Аманадский сельсовет передан в Тюменский район.
13 ноября 1939 года — образован р.п. Заводоуковск. Глазуновский сельсовет упразднён.
24 января 1943 года — образован р.п. Заводопетровский. Заводопетровский сельсовет упразднён.
14 августа 1944 года — передан в состав образованной Тюменской области.
17 июня 1954 г. — упразднены Бердюгинский, Гилёвский, Кошелевский, Криволукский, Нижнеингалинский и Томиловский сельсоветы.
9 июля 1959 г. р.п. Заводоуковск и Заводоуковский сельсовет переданы в Новозаимский район.
16 июня 1961 г. Киёвский сельсовет переименован в Беркутский, Кутькинский — в Южный, Чукреевский — в Зиновский, Широкоплечинский — в Шиликульский.
28 апреля 1962 г. в состав района вошли Бигилинский, Падунский, Совхозный, Старозаимский сельсоветы и г. Заводоуковск, переданные из упразднённого Новозаимского района.
1 февраля 1963 г. создан Ялуторовский укрупнённый сельский район с включением в его состав территории Исетского и Упоровского районов. г. Ялуторовск отнесён к категории городов областного подчинения. г. Заводоуковск, р.п. Вагай, р.п. Лебедёвка, р.п. Лесной и р.п. Заводопетровский переданы в адм. подчинение Ялуторовскому горсовету.
14 мая 1963 г. Пантелеевский сельсовет переименован в Крашенининский, Скородумский (бывшего Исетского района) — в Рассветовский.
12 января 1965 г. сельский район преобразован в район и разукрупнён. В образованный Заводоуковский район передано 20 сельсоветов, г. Заводоуковск, р.п. Лебедёвка, р.п. Лесной и р.п. Новый Тап.
30 декабря 1966 г. в образованный Исетский район передано 11 сельсоветов.
9 января 1969 г. упразднён Южный сельсовет.
10 февраля 1972 г. Куликовский сельсовет переименован в Ревдинский.
12 августа 1972 г. Большетихвинский сельсовет переименован в Ивановский.
1 апреля 1977 г. упразднён Новоатьяловский сельсовет.
20 декабря 1982 г. образованы Киёвский и Новоатьяловский сельсоветы.
9 августа 1990 г. образован Карабашский сельсовет.
22 июня 1992 г. р.п. Заводопетровский преобразован в с. Заводопетровское, образован Заводопетровский сельсовет.

## Муниципально-территориальное устройство
В Ялуторовском муниципальном районе 15 сельских поселений, включающих 40 населённых пунктов:
| №  | Сельские поселения                  | Административный центр | Количество населённых пунктов | Население | Площадь, км2 |
| -- | ----------------------------------- | ---------------------- | ----------------------------- | --------- | ------------ |
| 1  | Асланинское сельское поселение      | село Аслана            | 5                             | ↗1368     | 318,47       |
| 2  | Беркутское сельское поселение       | село Беркут            | 5                             | ↗1416     | 210,71       |
| 3  | Заводопетровское сельское поселение | село Заводопетровское  | 1                             | ↘499      | 210,21       |
| 4  | Зиновское сельское поселение        | село Зиново            | 4                             | ↗1123     | 144,11       |
| 5  | Ивановское сельское поселение       | село Ивановка          | 3                             | ↘563      | 277,00       |
| 6  | Карабашское сельское поселение      | село Карабаш           | 2                             | ↗692      | 95,75        |
| 7  | Киевское сельское поселение         | село Киева             | 2                             | ↗2003     | 96,87        |
| 8  | Коктюльское сельское поселение      | село Коктюль           | 2                             | ↘524      | 175,41       |
| 9  | Новоатьяловское сельское поселение  | село Новоатьялово      | 1                             | ↗1014     | 343,69       |
| 10 | Памятнинское сельское поселение     | село Памятное          | 5                             | ↗2078     | 180,14       |
| 11 | Петелинское сельское поселение      | село Петелино          | 2                             | ↗1531     | 171,61       |
| 12 | Ревдинское сельское поселение       | село Ревда             | 2                             | ↗269      | 82,53        |
| 13 | Сингульское сельское поселение      | село Сингуль Татарский | 2                             | ↗797      | 158,37       |
| 14 | Старокавдыкское сельское поселение  | село Старый Кавдык     | 2                             | ↗845      | 153,52       |
| 15 | Хохловское сельское поселение       | село Хохлово           | 2                             | ↗1248     | 229,04       |

## Населённые пункты
| №  | Населённый пункт  | Тип     | Население | Муниципальное образование           |
| -- | ----------------- | ------- | --------- | ----------------------------------- |
| 1  | Авазбакеева       | деревня | ↗278      | Асланинское сельское поселение      |
| 2  | Анисимовка        | деревня | ↗410      | Памятнинское сельское поселение     |
| 3  | Аслана            | село    | ↗776      | Асланинское сельское поселение      |
| 4  | Бердюгино         | село    | ↗745      | Петелинское сельское поселение      |
| 5  | Беркут            | село    | ↗1156     | Беркутское сельское поселение       |
| 6  | Беркутский        | посёлок | ↘47       | Беркутское сельское поселение       |
| 7  | Большое Тихвино   | село    | ↗150      | Ивановское сельское поселение       |
| 8  | Заводопетровское  | село    | ↘499      | Заводопетровское сельское поселение |
| 9  | Зиново            | село    | ↗811      | Зиновское сельское поселение        |
| 10 | Ивановка          | село    | ↗406      | Ивановское сельское поселение       |
| 11 | Кавдык            | посёлок | ↗11       | Памятнинское сельское поселение     |
| 12 | Каньга            | деревня | ↗155      | Коктюльское сельское поселение      |
| 13 | Карабаш           | село    | ↗661      | Карабашское сельское поселение      |
| 14 | Киева             | село    | ↗1902     | Киевское сельское поселение         |
| 15 | Коктюль           | село    | ↗625      | Коктюльское сельское поселение      |
| 16 | Красный Яр        | деревня | ↗195      | Асланинское сельское поселение      |
| 17 | Криволукская      | деревня | ↗532      | Хохловское сельское поселение       |
| 18 | Кулики            | деревня | ↗86       | Ревдинское сельское поселение       |
| 19 | Малая Тихвина     | деревня | ↗99       | Ивановское сельское поселение       |
| 20 | Малый Карабашок   | деревня | ↗84       | Карабашское сельское поселение      |
| 21 | Менгарская        | деревня | ↘66       | Беркутское сельское поселение       |
| 22 | Новоатьялово      | село    | ↗1014     | Новоатьяловское сельское поселение  |
| 23 | Новый Кавдык      | деревня | ↗207      | Старокавдыкское сельское поселение  |
| 24 | Озерная           | деревня | ↗137      | Асланинское сельское поселение      |
| 25 | Осинова           | деревня | ↗234      | Асланинское сельское поселение      |
| 26 | Памятное          | село    | ↗1145     | Памятнинское сельское поселение     |
| 27 | Петелино          | село    | ↗959      | Петелинское сельское поселение      |
| 28 | Прогресс          | деревня | ↗387      | Памятнинское сельское поселение     |
| 29 | Ревда             | село    | ↗235      | Ревдинское сельское поселение       |
| 30 | Романовское       | село    | 0         | Беркутское сельское поселение       |
| 31 | Сингуль           | деревня | ↗53       | Зиновское сельское поселение        |
| 32 | Сингуль Татарский | село    | ↗491      | Сингульское сельское поселение      |
| 33 | Соснина           | деревня | ↘48       | Зиновское сельское поселение        |
| 34 | Сосновка          | деревня | →28       | Памятнинское сельское поселение     |
| 35 | Старый Кавдык     | село    | ↗639      | Старокавдыкское сельское поселение  |
| 36 | Тугарский         | посёлок | ↗6        | Киевское сельское поселение         |
| 37 | Хохлово           | село    | ↗855      | Хохловское сельское поселение       |
| 38 | Черемушки         | деревня | ↗191      | Беркутское сельское поселение       |
| 39 | Южное             | деревня | ↗275      | Зиновское сельское поселение        |
| 40 | Яр                | деревня | ↗503      | Сингульское сельское поселение      |

## Экономика
В районе действуют предприятия по переработке сельскохозяйственной продукции и строительству.

## Достопримечательности

### Объекты культурного наследия
Памятники археологии федерального значения в Ингальской долине:
- комплекс памятников — городища «Ревда-I», «Ревда-II» и «Ревда-III»
- комплекс памятников — поселения «Садык-IX», «Садык-II», «Садык-III», «Садык-V», «Садык-VI», «Садык-X», «Садык-XI», «Садык-XIII», «Садык-XIV», «Садык-XV», «Садык-XVIII», «Садык-XIX», городища «Садык-IV» и «Садык-VIII», культовое место «Садык-XVI», курганные группы «Садык-I», «Садык-VII», «Садык-XII» и «Садык-XVII»

### Особо охраняемые природные территории
- региональный заказник Мошкаринский (13 000 га)
- региональные памятники природы:
  - Бочанка (2 250 га) — шестой в регионе по площади
  - Сингульский лес (729 га)
  - Криволукский бор (197 га)
  - Урочище Бузан (7 га)
  - Зиновский курган (0,3 га)
  - Хохловский курган (0,06 га)